# Stelian Pintelie
Stelian Pintelie (n. 13 iulie 1938, Berceni, România – d. 2002) a fost un general român de informații, care a îndeplinit funcția de comandant al Unității Speciale de Transmisiuni "R" (actualul STS) din cadrul Ministerului Afacerilor Interne (1 iunie 1980 - 23 iunie 1984) și apoi pe cea de ministru al poștelor și telecomunicațiilor în primul guvern post-revoluționar (1990).

## Biografie
Stelian Pintelie s-a născut la data de 13 iulie 1938, în comuna Beceni (județul Buzău). După terminarea Licerului "B.P. Hașdeu" din Buzău, a absolvit cursurile Școlii Militare de Transmisiuni de la Sibiu (1960). Prin concurs a fost admis la studii la Facultatea de Electronică din carul Academiei Tehnice Militare din București, obținând diploma de inginer în anul 1969. A urmat apoi și un curs postuniversitar la Institutul Politehnic din București.
A lucrat ca specialist în diferite unități militare aparținând Ministerului Apărării Naționale și Ministerului de Interne. În perioada 1 iunie 1980 - 23 iunie 1984, colonelul Pintelie a îndeplinit funcția de comandant al Unității Speciale de Transmisiuni "R" (actualul STS) din cadrul Ministerului Afacerilor Interne. În anul 1984 este numit în funcția de adjunct al ministrului transporturilor și telecomunicațiilor, conducând sectorul de poștă și telecomunicații.
În perioada Revoluției din decembrie 1989, el s-a ocupat de întreruperea legăturilor unităților Ministerului de Interne și ale Securității și a creat o linie directă, securizată între centrul de comandă de la MApN cu celulele aflate în sediul CC al PCR și cu TVR. În zilele Revoluției a fost înaintat la gradul de general-maior (cu o stea).
La data de 2 ianuarie 1990, generalul-maior Stelian Pintelie a fost numit în funcția de ministru al poștelor și telecomunicațiilor (minister nou-înființat în Guvernul Petre Roman (1)) . El a îndeplinit această funcție până la data de 28 iunie 1990, când s-a format un nou guvern condus de Petre Roman. Ulterior, în perioada 1991-1994 a fost atașat militar al României la Bruxelles. Stelian Pintelie a fost trecut în rezervă cu gradul de general-maior (cu o stea) începând cu data de 15 octombrie 1994.
După trecerea sa în rezervă, a devenit consilier al firmei Ericsson, protagonistă a scandalului sistemului de transmisiuni al Armatei Române.
A îndeplinit apoi funcția de președinte al consiliului de administrație al Mobifon (deținătorul mărcii Connex) și apoi consilier al președintelui. Începând din anul universitar 1997-1998, el a avut inițiativa unui parteneriat între compania Mobifon și Facultatea de Electronică și Telecomunicații din cadrul Universității București, sponsorizând anual prin burse și dotări tehnice această facultate.
Cu ocazia Zilei Serviciului de Telecomunicații Speciale, pe data de 23 iulie 2001, în mod excepțional, generalul de brigadă (cu o stea) în retragere Stelian Pintelie a fost înaintat la gradul de general de divizie (cu două stele) .
El a încetat din viață în condiții catalogate de o parte a presei ca fiind suspecte, dar decesul său a fost consemnat ca "natural".
Generalul Pintelie a fost căsătorit, soția sa era economistă și are doi copii: o fată, absolventă de matematică-informatică și un băiat, absolvent de electronică.
În iunie 2003, compania de telefonie mobilă Mobifon (astăzi Vodafone România) a dotat cu aparatură telefonică și tehnică de calcul Laboratorul Facultății de Electronică și Telecomunicații din Universității Politehnice București. Cu acest prilej, Laboratorul a primit numele generalului Stelian Pintelie "în semn de recunoștință pentru contribuția sa deosebită la dezvoltarea și succesul companiei noastre", după cum a declarat Ted Lattimore, președintele companiei Mobifon .